# ジョン・ギルバート (編集技師)
ジョン・ギルバート（John Gilbert）は、ニュージーランドの編集技師である。

## 人物
『ロード・オブ・ザ・リング』の編集によりアカデミー編集賞などにノミネートされ、2016年、『ハクソー・リッジ』で受賞した。
大学時代にニュージーランド国立映画制作ユニットに入る。ギルバートは自分の専攻を辞め、テレビジョン・ニュージーランドに移り、編集技師となった。
アメリカ映画編集者協会の会員である。

## 主なフィルモグラフィ
- ロード・オブ・ザ・リング The Lord of the Rings: The Fellowship of the Ring (2001)
- 世界最速のインディアン The World's Fastest Indian (2005)
- テラビシアにかける橋 Bridge to Terabithia (2007)
- バンク・ジョブ The Bank Job (2008)
- アメリカン・パイ in ハレンチ教科書 American Pie Presents: The Book of Love (2009)
- キラー・エリート Killer Elite (2011)
- ブリッツ Blitz (2011)
- マーヴェリックス/波に魅せられた男たち Chasing Mavericks (2012)
- ハクソー・リッジ Hacksaw Ridge (2016)
- アドリフト 41日間の漂流 Adrift (2018)